# Call Girl
Call Girl é um filme português realizado em 2007 por António-Pedro Vasconcelos. A estreia nacional foi a 27 de Dezembro de 2007.
Este filme teve o apoio da TVI, que o estreou em televisão no dia 3 de Janeiro de 2010 pelas 23h.

## Sinopse
Maria (Soraia Chaves), uma call girl de luxo, é contratada por Mouros (Joaquim de Almeida) para seduzir Meireles (Nicolau Breyner), presidente da Câmara Municipal de Vilanova, na tentativa que este autorize uma multinacional a construir um empreendimento turístico de alta qualidade. Entretanto, Madeira (Ivo Canelas) e Neves (José Raposo), polícias da PJ, descobrem os indícios de corrupção e começam a investigar Meireles. Tudo se torna ainda mais complexo quando Madeira descobre que Maria, a paixão da sua vida, é o isco que obrigará o político a ceder.

## Elenco
- Soraia Chaves... Maria
- Ivo Canelas... Madeira
- Nicolau Breyner... Carlos Meireles
- Joaquim de Almeida... Mouros
- Joaquim Leitão... Andrade
- José Raposo... Neves
- Custódia Gallego... Odete
- Ana Padrão... Inês
- Virgílio Castelo... Ministro da Saúde
- Luís Mascarenhas... Matos
- Maria João Abreu... Amália
- José Eduardo... Gomes
- Fátima Severino... Paula
- Sofia Grillo... Luísa
- Raul Solnado... Jacinto
- Daniela Faria... Helga

## Receção

### Box office
Call Girl arrecadou mais de €1 milhão e foi visto por mais de 230 000 pessoas em Portugal, sendo até à data o 10º filme português mais visto desde 2004.

## Prémios
Globos de Ouro 2008 (Portugal)
| Categoria                    | Resultado |
| ---------------------------- | --------- |
| Melhor filme                 | Venceu    |
| Melhor ator - Ivo Canelas    | Venceu    |
| Melhor atriz - Soraia Chaves | Venceu    |